# Jankowice (wieś w powiecie pszczyńskim)

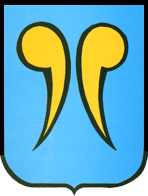
Oficjalny herb wsi Jankowice

Jankowice (niem. Jankowitz) – wieś w Polsce położona w województwie śląskim, w powiecie pszczyńskim, w gminie Pszczyna.
W latach 1954–1972 wieś należała do gromady i była siedzibą władz gromady Jankowice. W latach 1975–1998 miejscowość administracyjnie należała do województwa katowickiego.

## Części wsi
| SIMC    | Nazwa         | Rodzaj    |
| ------- | ------------- | --------- |
| 0220517 | Grobla        | część wsi |
| 0220523 | Józefowiec    | część wsi |
| 0220530 | Podlesie      | część wsi |
| 0220546 | Podstarzyniec | część wsi |
| 0220552 | Szachty       | część wsi |

Miejscowość liczy ok. 3 tys. mieszkańców.
W latach 1973–1977 w gminie Bojszowy. Od 1 lutego 1977 w gminie Pszczyna.

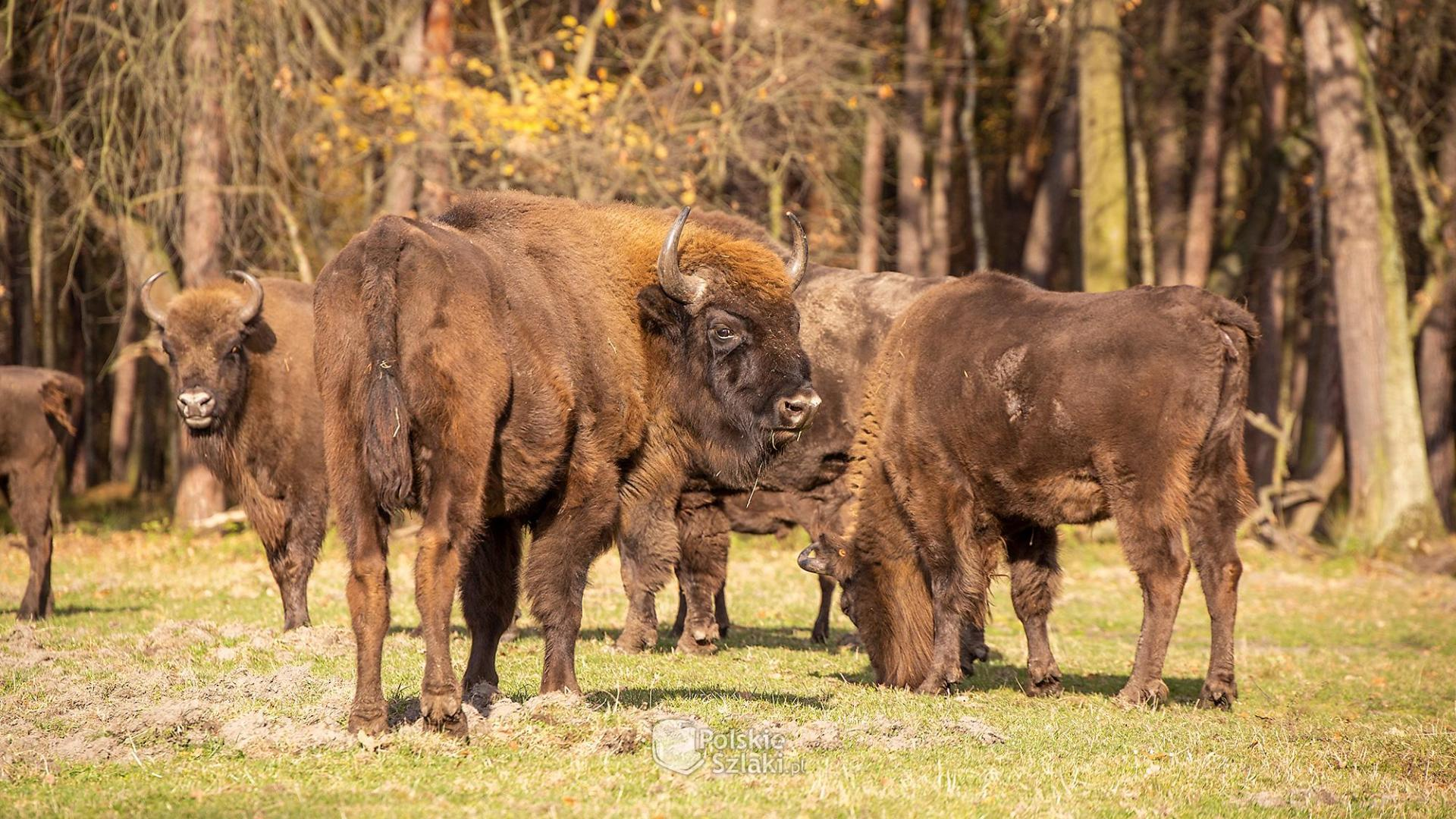
Żubry w Jankowicach

W Jankowicach znajduje się Ośrodek Edukacji Ekologicznej „Pszczyńskie Żubry”, który został otwarty 9 października 2006.

## Historia

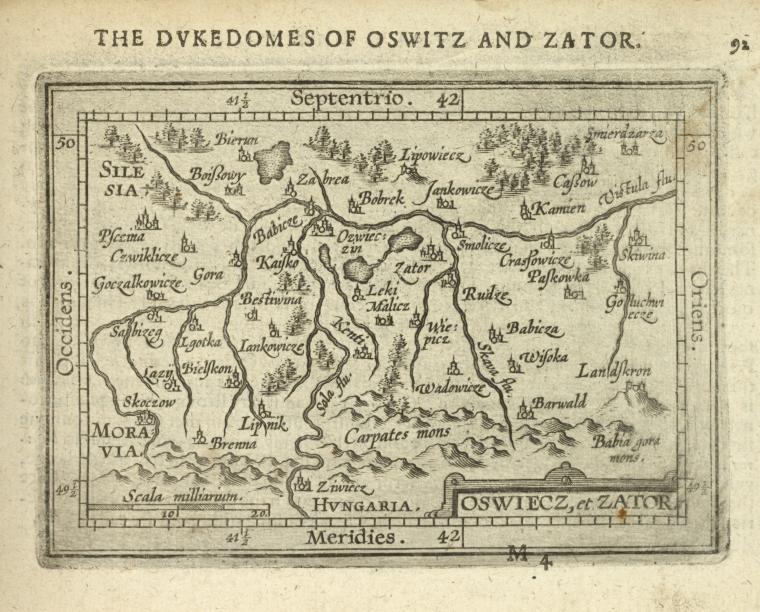
Jankowice na mapie księstwa oświęcimskiego i zatorskiego - mapa Abrahama Orteliusa z 1603.

W dokumencie sprzedaży dóbr pszczyńskich wystawionym przez Kazimierza II cieszyńskiego w języku czeskim we Frysztacie w dniu 21 lutego 1517 roku wieś została wymieniona jako Jankowicze.
10 maja 2007 roku abp Damian Zimoń poświęcił nowy kościół, natomiast stary budynek kościoła został przekształcony w kaplicę przedpogrzebową oraz Dom Parafialny.

## Sport
Lokalny klub LKS Znicz Jankowice grał w podokręgu tyskim w A klasie. W sezonie 2009/2010 awansował do okręgówki.  